# Vetschau/Spreewald
Vetschau/Spreewald település Németországban, azon belül Brandenburgban. Lakosainak száma 7645 fő (2023. december 31.). Vetschau/Spreewald Lübbenau/Spreewald, Burg, Kolkwitz, Drebkau, Altdöbern és Calau községekkel határos.

## Népesség
A település népességének változása:
| Lakosok száma | 8307 | 8182 | 8103 | 7819 | 7723 | 7645 |
|               | 2015 | 2017 | 2019 | 2021 | 2022 | 2023 |